# Ropalidia eboraca
Ropalidia eboraca är en getingart som beskrevs av Richards 1978. Ropalidia eboraca ingår i släktet Ropalidia och familjen getingar. Inga underarter finns listade i Catalogue of Life.